# Кхо-Кхо
Кхо-Кхо — популярна гра на індійському субконтиненті. В ній беруть участь дві команди, які складаються з дванадцяти гравців, з яких дев'ять виходять на поле, та намагаються уникнути дотиків членів іншої команди. Це одна з двох найпопулярніших традиційних ігор Південної Азії, поряд з каббаді. Крім Південної Азії, в неї також грають в Південній Африці.

## Історія
У 1987 році під час третіх південноазійських ігор в Калькутті в Індії було створено Азійське Об'єднання Кхо-Кхо . Країни-члени — Індія, Бангладеш, Пакистан, Шрі-Ланка, Непал і Мальдіви. Перший чемпіонат Азії був проведений в Калькутті в 1996 році, а другий в Дацці в Бангладеші. Учасниками чемпіонату були Індія, Шрі-Ланка, Пакистан, Непал, Японія, Таїланд і Бангладеш.
Коли відбулась перша гра багато істориків стверджували, що це насправді модифікована форма «Бігу наввипередки». У давні часи, гру Кхо-Кхо грали на ратах чи колісницях в Махараштрі.
Вона була відома як Ратера.
У стародавній історії Кхо-Кхо, не було ніяких стійких правил і регламенту для гри.
Правила Кхо-Кхо були вперше сформовані на початку 1900-х років. Був створений комітет місті Джімкхана
в 1914 році для розробки правил Кхо-Кхо і перший в історії звіт правил Кхо-Кхо було
опубліковано в Джімкхані Бароді, в 1924 році.
Це популярна гра, яку грають на багатьох шкільних заходах і т. д.
У 2014 році Англійське Об'єднання Кхо-Кхо було створене Бріджем Халдані.

## Правила, розміри поля та обладнання
Кожна команда складається з 12 гравців, але тільки 9 гравців виходять на поле. Матч складається з двох подач, кожна з яких складається з доганялок і бігу та триває 9 хвилин кожна. Одна команда сідає/присідає в середині поля в ряд, члени яких дивляться в протилежні напрямки. Бігуни грають на полі, їх троє, і та команда, яка за найкоротший час, доторкається/стукає всіх супротивників в колі, виграє. Існує полюс на кожному кінці і бігун може проходити між двома гравцями, які сидять зигзагом, але ловець не може повернути назад під час бігу і проходити між гравцями. Але ловець може підійти до стовпа і доторкнутися до нього і може повернутися або перейти на інший бік.

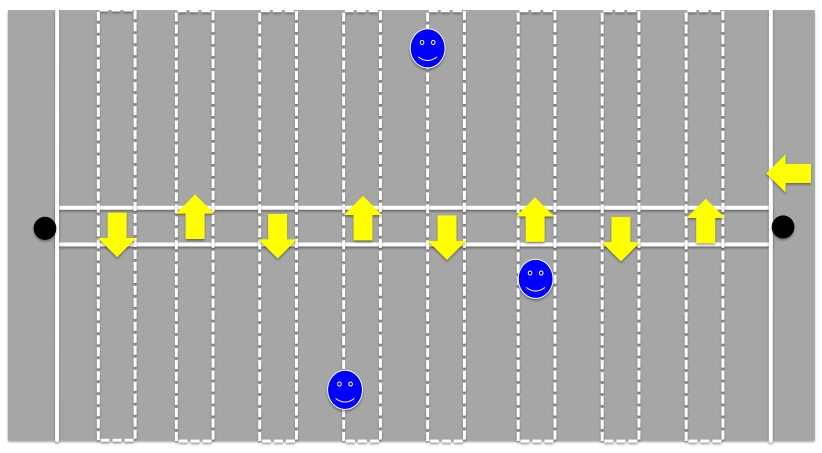

Майданчик для Кхо-Кхо (або споруда) має прямокутну форму. Він має 30 метрів в довжину і 19 метрів у ширину. Є два прямокутника в кінці. Довжина прямокутника становить 16 метрів, а ширина 2,75 метра. В середині цих двох прямокутників, є два дерев'яні стовпи. Центральна смуга має довжину 23,50 метрів і ширину 30 см. Є вісім поперечних смуг, які лежать поперек центральної розділювальної смуги, довжина поперечних смуг становить 16 метрів, а ширина 30 см. Це утворює маленькі прямокутники і кожен з них становить 16 метрів в довжину і 2,3 метра в ширину, (два прямокутники поблизу дерев'яних стовпів 2,5 метра завширшки) під прямим кутом до центральної смуги і діляться порівну на дві частини 7.85 метрів кожен по центральній смузі. В кінці центральної розділювальної смуги, вільна зона по дотичній до пост-лінії, два гладкі дерев'яні фіксовані стовпи, 120 см у висоту від землі і їх окружність становить не менше 30 см і не більше 40 см
Обладнання, що використовується в Кхо-Кхо є полюсами/постами, ряди, металеві вимірювальні стрічки, присипка, цвяхи, два годинники, типи кілець, що мають внутрішню окружність 30 см і 40 см, підрахунок попадань (як свисток, наприклад), і записані результати.